# 河崎曽一郎
河崎 曽一郎（かわさき そういちろう、1936年 - ）は、日本の政治評論家。NHK解説委員を務めた。

## 人物
京都府京都市出身。愛媛大学卒業後、NHKに入局。松山支局、富山支局を経て1969年に報道局政治部に配属され、選挙を担当。政治部記者を長く務め、1993年に解説主幹を最後に退職。
その後は2001年までNHK部外解説委員。現在は評論家・ジャーナリストとして活躍している。

## テレビ出演
- NHKニュースおはよう日本
- ミッドナイトジャーナル
- ナイトジャーナル
- あすを読む
- スタジオパークからこんにちは
- 視点・論点

## 著書
- 選挙協力と無党派（NHK出版）